# Babjak
Babjak (Bulgaars: Бабяк) is een dorp in het zuidwesten van Bulgarije. Zij is gelegen in de gemeente Belitsa, oblast Blagoëvgrad.

## Ligging
De dichtstbijzijnde nederzettingen zijn Oezoenovo en Tsjirek. Het dorp Babjak ligt 15 km ten noordoosten van het gemeentelijk centrum Belitsa en 30 km van de stad Bansko. Het dorp ligt 49 km ten zuidoosten van Blagoëvgrad en 87 km ten zuiden van Sofia.

## Geschiedenis
Tot 1954 omvatte Babjak de huidige dorpen Bel Kamen, Boentsevo, Dagonovo, Konarsko, Smolevo en Joeroekovo. In 1955 scheidden de dorpen Avramovo, Bojka, Gorno Kraisjte, Varchari (ontvolkt), Galabovo, Ortsevo, Palatik en Tsjeresjovo zich ook af van het dorp Babjak. Hierdoor daalde het officiële inwonersaantal van 6.303 in 1946 naar 1.050 in 1956.

## Bevolking

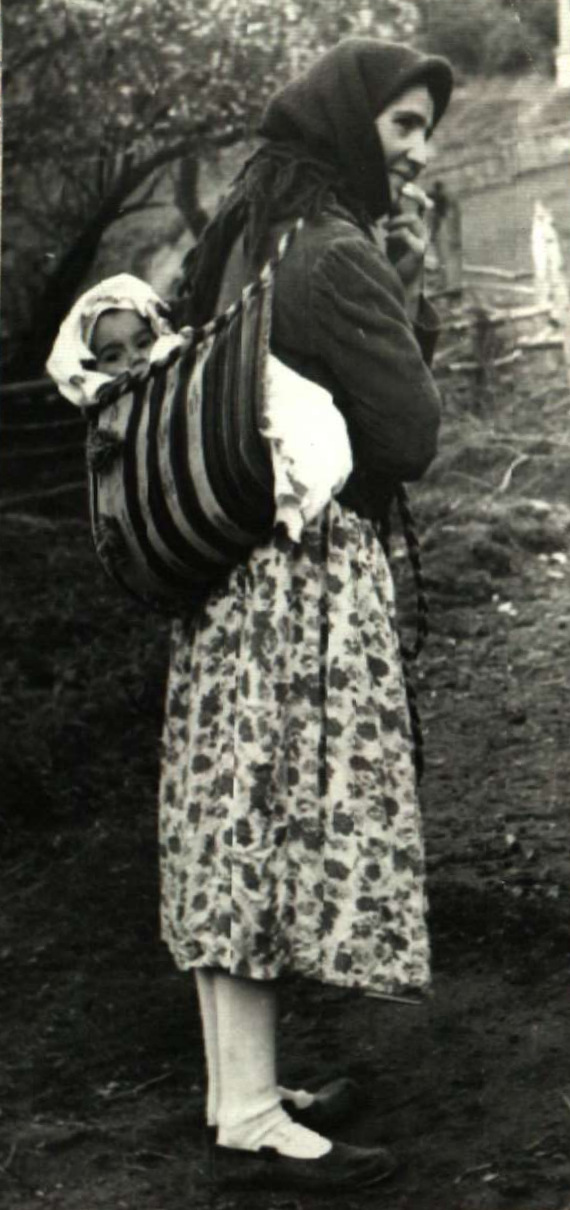
Een vrouw met kind uit het dorp Babjak (begin twintigste eeuw)

Het dorp werd in 1920 voor het eerst geregistreerd en telde toen 4.871 inwoners. Dit aantal nam continu toe en bereikte in 1946 een hoogtepunt van 6.303 inwoners. In de periode 1954-1955 scheidden veertien dorpen zich af van Babjak en werden tot zelfstandige nederzettingen uitgeroepen. Hierdoor daalde het inwonersaantal van Babjak van 6.303 in 1946 naar 1.050 in 1956, oftewel -83% in slechts tien jaar tijd. Op 31 december 2019 telde het dorp Babjak 727 inwoners.
Van de 820 inwoners reageerden 706 de optionele volkstelling van 2011. Daarvan identificeerden 660 personen als etnische Bulgaren (93,5%), gevolgd door 26 Roma (3,7%), 12 personen vinkten 'anders' (1,7%) aan en 8 personen identificeerden zichzelf als Turken (1,1%). De bevolking van het dorp bestaat grotendeels uit islamitische Bulgaren, oftewel Pomaken. 
Van de 820 inwoners die in februari 2011 werden geregistreerd, waren er 146 jonger dan 15 jaar oud (18%), zo'n 574 inwoners waren tussen de 15-64 jaar oud (70%), terwijl er 100 inwoners van 65 jaar of ouder werden geteld (12%).